# Elaine Rode
 Elaine Rode (* 8. April 1999 in Berlin) ist eine deutsche Handballspielerin.

## Karriere

### Im Verein
Rode begann das Handballspielen beim MTV 1860 Altlandsberg. Nachdem die Außenspielerin anschließend für den Frankfurter Handball Club gespielt hatte, wechselte sie im Jahr 2014 in die Jugendabteilung vom HC Leipzig. Beim HC Leipzig lief sie unter anderem für die 2. Damenmannschaft in der 3. Liga auf.
Rode wechselte im Sommer 2017 zu Bayer Leverkusen. Dort lief sie in ihrer ersten Saison sowohl für die 2. Damenmannschaft in der 3. Liga als auch für die A-Jugend in der A-Jugend Bundesliga auf. Mit der A-Jugend gewann sie 2018 die deutsche Meisterschaft. Kurz zuvor gab sie ihr Debüt in der Bundesligamannschaft von Bayer Leverkusen. Anschließend lief Rode zwei Spielzeiten in der Bundesliga auf, in denen sie 49 Tore warf. Im Sommer 2020 schloss sie sich dem Zweitligisten BSV Sachsen Zwickau an. Mit Zwickau stieg sie 2021 in die Bundesliga auf. Zur Saison 2021/22 wechselte sie zum Zweitligisten Werder Bremen.

### In Auswahlmannschaften
Rode gehörte dem Kader der deutschen Jugendnationalmannschaft an. Mit dieser Auswahl nahm sie am Europäischen Olympischen Jugendfestival 2015 in Tiflis teil, das Deutschland auf dem sechsten Platz beendete.

## Sonstiges
Ihre beiden Schwestern Joanna Rode und Jennifer Rode spielen ebenfalls Handball.